# San Lorenzo, Tepetlán
San Lorenzo är en ort i Mexiko.   Den ligger i kommunen Tepetlán och delstaten Veracruz, i den sydöstra delen av landet, 250 km öster om huvudstaden Mexico City. San Lorenzo ligger 904 meter över havet och antalet invånare är 312.
Terrängen runt San Lorenzo är huvudsakligen kuperad, men norrut är den bergig. Runt San Lorenzo är det ganska tätbefolkat, med 214 invånare per kvadratkilometer. Närmaste större samhälle är Xalapa, 17,2 km sydväst om San Lorenzo. Omgivningarna runt San Lorenzo är en mosaik av jordbruksmark och naturlig växtlighet.